# Snežana Malešević
Snežana Malešević (* 30. Oktober 1985 in Šempeter pri Gorici, Bohinj) ist eine slowenische Fußballspielerin.

## Leben
Malešević wurde in Šempeter pri Gorici in der Provinz Bohinj geboren. In ihrer Kindheit besuchte sie die Srednja zdravstvena šola Nova Gorica und anschließend die Fakulteta za varnostne vede in Maribo.

### Karriere

#### Verein
Malešević startete ihre Karriere 1998 in der C-Jugend des ŽNK Bohinj. Nach zwei Jahren in der C-Jugend des ŽNK Bohinj, wechselte sie zum ŽNK Jarše und feierte in der Saison 2000/01 im Alter von 15 Jahren in Senioreneinstand. Nach 30 Spielen in zwei Spielzeiten, wechselte sie nach dem Abstieg des Vereines zu Saisonbeginn 2002/03 zum ZNL Verein ŽNK Domžale. Nach zwei Spielzeiten und dem erneuten Abstieg ihres Vereines ŽNK Domžale, wechselte sie wiederum den Verein um in Oberhaus zu bleiben und unterschrieb beim ŽNK Krka. Im Sommer 2005 kehrte sie ihrer Heimat Slowenien den Rücken und wechselte ins benachbarte Kroatien zu ŽNK Ombla Dubrovnik. Nach zwei Jahren in Dubrovnik, wechselte sie im September 2007 in die Serie A zu ASDC Chiasiellis. Es folgten zweieinhalb Jahre für Chiasiellis, bevor sie im Februar 2010 beim L.F.C. Millwall Lionesses unterschrieb.

#### Nationalmannschaft
Malešević gehört seit 2004 zur Auswahl von Slowenien.